# Šlomo Šamir
Šlomo Šamir (hebrejsky: שלמה שמיר, rodným jménem Šlomo Rabinovič; 1915 – 19. května 2009) byl izraelský generál. V letech 1949 až 1950 působil jako v pořadí třetí velitel Izraelského vojenského námořnictva, který zároveň na této pozici jako první dosáhl hodnosti generálmajora (aluf‎). V letech 1950 až 1951 zastával jako v pořadí třetí funkci velitele Izraelského vojenského letectva.

## Biografie
Narodil se jako Šlomo Rabinovič v Ruském impériu a aliju do britské mandátní Palestiny podnikl společně se svou rodinou jako desetiletý v roce 1925. O čtyři roky později vstoupil do Hagany a později sehrál klíčovou roli při pašování zbraní a ilegálních židovských imigrantů v období britského mandátu a MacDonaldovy bílé knihy z roku 1939. V roce 1940 získal pilotní licenci a ve stejný rok vstoupil do britského Královského letectva (RAF). Jeho cílem bylo bojovat proti nacistům a získat bojové zkušenosti. V roce 1946 byl propuštěn z britské armády s hodností majora.
V roce 1948 obdržel rozkaz od premiéra Davida Ben Guriona vést 7. obrněnou brigádu a bojovat o dobytí Latrunu. Sehrál taktéž významnou roli při zbudování Barmské cesty. Na konci izraelské války za nezávislost mu byla nabídnuta funkce náčelníka Generálního štábu, kterou ale odmítl. Namísto toho sloužil v řadě jiných funkcí a nakonec se v květnu 1949 stal třetím velitelem izraelského námořnictva. Pomohl vybudovat malé izraelské námořnictvo zakoupením nové korvety a pokročilých torpédových člunů. V roce 1950 byl ve funkci nahrazen Mordechajem Limonem a stal se velitelem izraelského letectva. Pod jeho vedením byla vytvořena izraelská protivzdušná obrana a došlo k postavení letecké základny Chacor. V srpnu 1951 předal svou funkci Chajimu Laskovovi a odešel z Izraelských obranných sil.
V civilním životě se stal úspěšným obchodníkem a vytvořil řadu společností, které existují dodnes. Vystudoval sociologii na Telavivské univerzitě, kde získal titul magistra a stejný titul získal po studiu administrativy na Harvard University.
Zemřel 19. května 2009 a zanechal po sobě dceru Jael, dvě vnoučata a jedno pravnouče. Je pohřbený na Trumpeldorově hřbitově v Tel Avivu.